# Jonathan Clauss
Jonathan Clauss (Estrasburgo, 25 de septiembre de 1992) es un futbolista francés. Juega de defensa y su equipo es el O. G. C. Niza de la Ligue 1 de Francia.

## Trayectoria
Pasó gran parte de su formación en el Racing Club de Estrasburgo. Luego de graduarse jugó en ligas semiprofesionales de Alemania y Francia, hasta que firmó por el U. S. Quevilly-Rouen de la Ligue 2. Debutó profesionalmente el 8 de septiembre de 2017 en la derrota por 3-2 contra el Châteauroux.
En agosto de 2018 fichó por el Arminia Bielefeld de la 2. Bundesliga como agente libre.
En mayo de 2020, luego de terminar su contrato con el equipo alemán, fichó por el R. C. Lens. Con este equipo logró ser incluido en el equipo ideal de la Ligue 1 durante las dos temporadas que estuvo, marchándose en julio de 2022 al Olympique de Marsella. Allí también militó dos campañas antes de ser traspasado al O. G. C. Niza en julio de 2024.

## Selección nacional
El 17 de marzo de 2022 fue convocado por primera vez con la selección de Francia para jugar dos partidos amistosos ante Costa de Marfil y Sudáfrica. Debutó el día 25 ante los marfileños.

### Participaciones en Eurocopas
| Copa          | Sede     | Resultado   | Partidos | Goles |
| ------------- | -------- | ----------- | -------- | ----- |
| Eurocopa 2024 | Alemania | Semifinales | 0        | 0     |

## Estadísticas

### Clubes
Actualizado al último partido disputado el 12 de agosto de 2025 (no incluye encuentros por equipos reserva).
| Club                          | Div.          | Temporada     | Liga  | Liga  | Copas nacionales | Copas nacionales | Copas internacionales | Copas internacionales | Total | Total |
| Club                          | Div.          | Temporada     | Part. | Goles | Part.            | Goles            | Part.                 | Goles                 | Part. | Goles |
| ----------------------------- | ------------- | ------------- | ----- | ----- | ---------------- | ---------------- | --------------------- | --------------------- | ----- | ----- |
| SA Sézanne Francia            | 5.ª           | 2010-11       | ?     | ?     | 2                | 0                | —                     | —                     | 2     | 0     |
| SA Sézanne Francia            | Total club    | Total club    | 0     | 0     | 2                | 0                | 0                     | 0                     | 2     | 0     |
| Pierrots Vauban Francia       | 5.ª           | 2010-11       | ?     | ?     | ?                | ?                | —                     | —                     | 0     | 0     |
| Pierrots Vauban Francia       | 6.ª           | 2011-12       | ?     | ?     | ?                | ?                | —                     | —                     | 0     | 0     |
| Pierrots Vauban Francia       | 6.ª           | 2012-13       | ?     | ?     | ?                | ?                | —                     | —                     | 0     | 0     |
| Pierrots Vauban Francia       | Total club    | Total club    | 0     | 0     | 0                | 0                | 0                     | 0                     | 0     | 0     |
| SV Linx · Alemania            | 6.ª           | 2013-14       | ?     | ?     | ?                | ?                | —                     | —                     | 0     | 0     |
| SV Linx · Alemania            | 6.ª           | 2014-15       | ?     | ?     | ?                | ?                | —                     | —                     | 0     | 0     |
| SV Linx · Alemania            | Total club    | Total club    | 0     | 0     | 0                | 0                | 0                     | 0                     | 0     | 0     |
| U. S. Raon-l'Étape Francia    | 5.ª           | 2015-16       | 24    | 0     | 3                | 1                | —                     | —                     | 27    | 1     |
| U. S. Raon-l'Étape Francia    | Total club    | Total club    | 24    | 0     | 3                | 1                | 0                     | 0                     | 27    | 1     |
| U. S. Avranches Francia       | 3.ª           | 2016-17       | 30    | 1     | 7                | 1                | —                     | —                     | 37    | 2     |
| U. S. Avranches Francia       | Total club    | Total club    | 30    | 1     | 7                | 1                | 0                     | 0                     | 37    | 2     |
| U. S. Quevilly-Rouen Francia  | 2.ª           | 2017-18       | 29    | 1     | 0                | 0                | —                     | —                     | 29    | 1     |
| U. S. Quevilly-Rouen Francia  | Total club    | Total club    | 29    | 1     | 0                | 0                | 0                     | 0                     | 29    | 1     |
| Arminia Bielefeld · Alemania  | 2.ª           | 2018-19       | 28    | 3     | 1                | 0                | —                     | —                     | 29    | 3     |
| Arminia Bielefeld · Alemania  | 2.ª           | 2019-20       | 34    | 5     | 2                | 0                | —                     | —                     | 36    | 5     |
| Arminia Bielefeld · Alemania  | Total club    | Total club    | 62    | 8     | 3                | 0                | 0                     | 0                     | 65    | 8     |
| R. C. Lens Francia            | 1.ª           | 2020-21       | 33    | 3     | 1                | 0                | —                     | —                     | 34    | 3     |
| R. C. Lens Francia            | 1.ª           | 2021-22       | 37    | 5     | 3                | 0                | —                     | —                     | 40    | 5     |
| R. C. Lens Francia            | Total club    | Total club    | 70    | 8     | 4                | 0                | 0                     | 0                     | 74    | 8     |
| Olympique de Marsella Francia | 1.ª           | 2022-23       | 34    | 2     | 2                | 0                | 6                     | 0                     | 42    | 2     |
| Olympique de Marsella Francia | 1.ª           | 2023-24       | 27    | 3     | 2                | 0                | 14                    | 2                     | 43    | 5     |
| Olympique de Marsella Francia | Total club    | Total club    | 61    | 5     | 4                | 0                | 20                    | 2                     | 85    | 7     |
| O. G. C. Niza Francia         | 1.ª           | 2024-25       | 28    | 3     | 3                | 0                | 7                     | 0                     | 38    | 3     |
| O. G. C. Niza Francia         | 1.ª           | 2025-26       | 0     | 0     | 0                | 0                | 2                     | 0                     | 2     | 0     |
| O. G. C. Niza Francia         | Total club    | Total club    | 28    | 3     | 3                | 0                | 9                     | 0                     | 40    | 3     |
| Total carrera                 | Total carrera | Total carrera | 304   | 26    | 26               | 2                | 29                    | 2                     | 359   | 30    |
| 1. 2.                         |               |               |       |       |                  |                  |                       |                       |       |       |

## Palmarés

### Títulos nacionales
| Título        | Club              | País     | Año     |
| ------------- | ----------------- | -------- | ------- |
| 2. Bundesliga | Arminia Bielefeld | Alemania | 2019-20 |